# Pierre Bayle
Pierre Bayle (sinh 18 tháng 11 năm 1647, Carla-le-Comte - 28 tháng 12 năm 1706, Rotterdam) là một nhà văn, nhà triết học người Pháp thời kỳ Khai sáng. Ông là tác giả của Dictionnaire Historique et Critique, một cuốn từ điển tiểu sử nổi tiếng. Các tác phẩm của Pierre Bayle có ảnh hướng đến sự phát triển của thời kỳ khai sáng. Pierre Bayle nhận mình là một người Tin Lành.

## Câu nói
Về những vấn đề tôn giáo, rất dễ lừa dối một người, nhưng rất khó mà giải hoặc hắn (In matters of religion, it is very easy to deceive a man, and very hard to undeceive him)
Không có quốc gia nào hiếu chiến như là những quốc gia theo Ki-tô Giáo (No nations are more warlike than those which profess Christianity)